# Die Gäng
Die Gäng (Eigenschreibweise: D!E GÄNG) ist eine deutsche Band, die Kindermusik im Reggae-Gewand macht. Sie startete als gemeinsames Projekt des Ohrbooten-Sängers Ben Pavlidis und seiner Tochter Chaja Pavlidis.

## Bandgeschichte
Ben Pavlidis von Ohrbooten machte mit seiner Tochter Chaja bereits in deren Kindheit gemeinsam Musik. Sie begannen auch Lieder zu komponieren. Als sich die Musik begann zu professionalisieren lud Chaja darauf ihre beiden Freundinnen Kaia-Lucia Kade und Luna zu gemeinsamen Proben ein. Später wurde der Bandname „Die Gäng“ gewählt. Sie begannen einige Konzerte zu spielen und auch die restlichen Musiker von Ohrbooten unterstützten das neue Projekt. Die Texte behandeln kindbezogene Themen, sind jedoch auch für Erwachsene hörbar. Zum Teil enthalten sie auch gesellschaftskritische Passagen. Musikalisch handelt es sich um Reggae.
Mit Oetinger Audio wurde ein Vertrieb gefunden und so erschien am 20. März 2017 das erste selbstbetitelte Album. Als musikalische Gäste sind Johnny Strange (Culcha Candela), Käptn Peng, Sissi Perlinger und die Ein-Mann-Band Bummelkasten vertreten.
2019 folgte das zweite Album Die Gäng 2, erneut auf Oetinger Audio. Im Gegensatz zum ersten Album finden sich auf dem Album auch Lieder im Dancehall-Stil. Auf dem Album waren als musikalische Gäste unter anderem die Rapperin Sookee vertreten sowie Richards Kindermusikladen und erneut Käpt’n Peng. Neben den Alben im traditionellen Format wurden auch Musik-Tonies produziert.
Die Band ist neben Konzerten und Liveauftritten auch in verschiedenen Radio- und Fernsehsendungen vertreten, so waren sie beispielsweise zu Gast bei KiRaKa und in der KiKA-Sendung Singalarm.

## Diskografie
- 2017: Die Gäng (Oetinger Audio)
- 2019: Die Gäng 2 (Oetinger Audio)